# 조선민주주의인민공화국 석탄공업성
석탄공업성(石炭工業省)은 조선민주주의인민공화국의 중앙 행정기관의 하나이다. 석탄, 광물 채굴, 가공 등의 업무를 담당한다. 1948년 9월 2일 내각의 출범과 동시에 설치되었다.전기성과 통합하여 전기석탄공업성이 되었다가 2006년 분리, 부활되었다.

## 연혁
- 1948년 9월 2일 석탄공업성 설치
- 1960년 석탄공업성, 공업성, 기계공업성, 동력화학공업성을 통합, 중공업위원회로 개편
- 2006년 10월 27일 석탄공업성 설치

## 산하 기관
- 원유탐사총국

## 역대 상, 부상

### 역대 석탄공업상
- 유축운 1952년 ~ 1956년 9월
- 허성택 1957년 9월 20일 ~ 1958년 9월 26일
- 김태근 1958년 9월 27일 ~

- 신태록  ~ 1998년 9월 1일
- 김형식(金亨植) 2007년 1월 ~ 2007년 9월
- 김형식(金亨植) 2007년 9월 ~ 2009년 4월
- 김형식(金亨植) 2009년 4월 ~ 2011년 10월
- 림남수 2011년 10월 ~ 2012년 11월
- 리영룡 (2012년 11월 ~ 2012년 12월 3일), 직무대리
- 림남수 2012년 12월 3일 ~ 2013년 4월
- 리영룡 2013년 4월 ~ 2013년 9월
- 문명학 2014년 1월 ~

### 역대 부상
- 허성택 1948년 9월 2일 ~ 1954년, 로동상 겸직
- 강형봉 2007년 ~ 2009년 6월
- 리영룡 2010년 12월 ~ 2012년 12월 2일
- 리영룡 2013년 9월 ~

### 역대 부부상
- 리영룡 2003년 8월 ~ 2010년 12월

## 외청
- 안주지구탄광련합기업소

## 같이 보기
- 전기석탄공업성
- 광업성